# Epipactis placentina
Epipactis placentina är en orkidéart som beskrevs av Bongiorni och P.Grünanger. Epipactis placentina ingår i släktet knipprötter, och familjen orkidéer. IUCN kategoriserar arten globalt som starkt hotad. Inga underarter finns listade i Catalogue of Life.